# Saczuquil
Saczuquil är en ort i Mexiko.   Den ligger i kommunen José María Morelos och delstaten Quintana Roo, i den östra delen av landet, 1 100 km öster om huvudstaden Mexico City. Saczuquil ligger 45 meter över havet och antalet invånare är 414.
Terrängen runt Saczuquil är platt. Runt Saczuquil är det mycket glesbefolkat, med 5 invånare per kvadratkilometer. Närmaste större samhälle är Kancabchén, 14,5 km sydost om Saczuquil. I omgivningarna runt Saczuquil växer i huvudsak städsegrön lövskog.